# 花生糊
花生糊是用花生做成的糊狀物，是一道香港傳統甜湯。做法是將花生磨成末狀後，用溫水或沸水沖開，就可以食用了。為使口感更佳，在磨花生時也會加小量白米。花生糊通常是熱食，尤其是在冬天時食用，可以溫暖身體。

## 做法
原料：花生半碗、糯米30G（或糯米粉）、砂糖。
做法：
1. 花生白果炒香，稍微摊凉后脱去外衣，放入干磨杯搅拌2-3次后再倒入糯米粉搅拌2-3次即可；
2. 加入水搅拌均匀后煮开，加入砂糖或者冰糖调至合适自己的甜度，煮的过程需不时搅拌，避免沾过；
3. 煮至砂糖完全熔化，成糊状即可。

## 功效
1. 活血养颜
2. 驱寒保暖
3. 壮阳保肾